# Эчеваррия, Хуан де
Хуан де Эчеваррия (баск. Juan Etxebarria Zurikaldai, исп. Juan de Echevarría); 14 апреля 1875, Бильбао, Страна Басков — 8 июня 1931, Мадрид) — испанский баскский художник. Представитель испанского фовизма.

## Биография
Сын промышленника. С 1897 года учился в Итонском колледже (Великобритания), позже в Германии — в университете Митвайда. Получив диплом инженера, вернулся в Бильбао и некоторое время работал на семейном предприятии. После смерти матери отправился в Париж. Стал участвовать в движении постимпрессионистов. Посещал Академию Жюлиана.
В 1911 году выставил пять своих полотен в Осеннем салоне, которые высоко оценил известный искусствовед Гийом Аполлинер. В Париже познакомился со многими художниками, в том числе, Дега, Вюйаром и Пабло Пикассо.
Принимал участие в различных выставках, в том числе, в Бильбао и Мадриде.
В 1916 году организовал свою первую выставку в мадридском культурном центре Атенео.
В 1930 году в знак солидарности со своим изгнанным другом Мигелем де Унамуно отправился в добровольную ссылку в Хандай во Франции. Вернулся в Мадрид в 1931 году, где и умер.

## Творчество
Последователь Поля Гогена. Известен прежде всего пейзажами, натюрмортами и портретами. Художник изобразил многих представителей испанской интеллигенции — своих друзей, но значительная часть его творчества была уделена живописанию простых, никому не известных людей, олицетворяющих собой народные типы. Наибольшее внимание художник, подобно Гогену и представителям объединения «Наби», к которому был близок, уделял колориту.

## Избранные картины

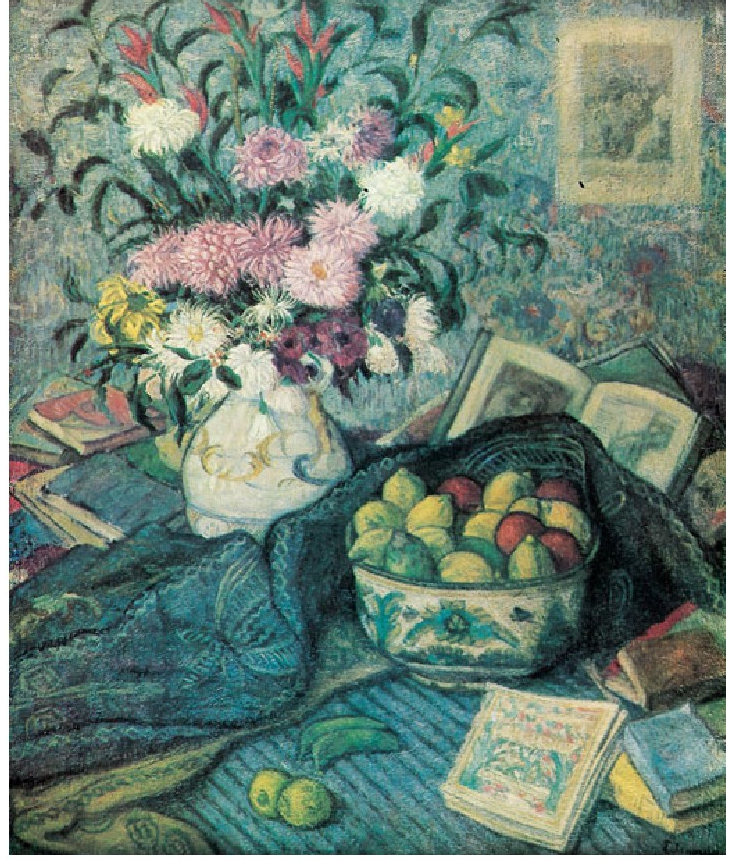
Натюрморт с цветами, бананами, лимонами и книгами
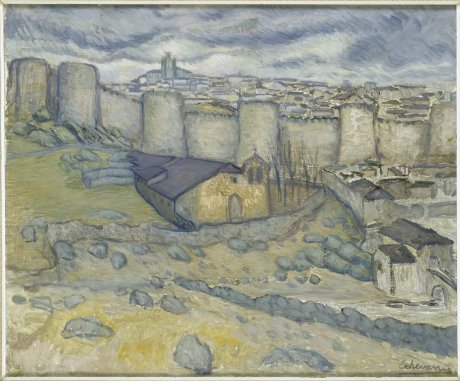
Вид на Авилу
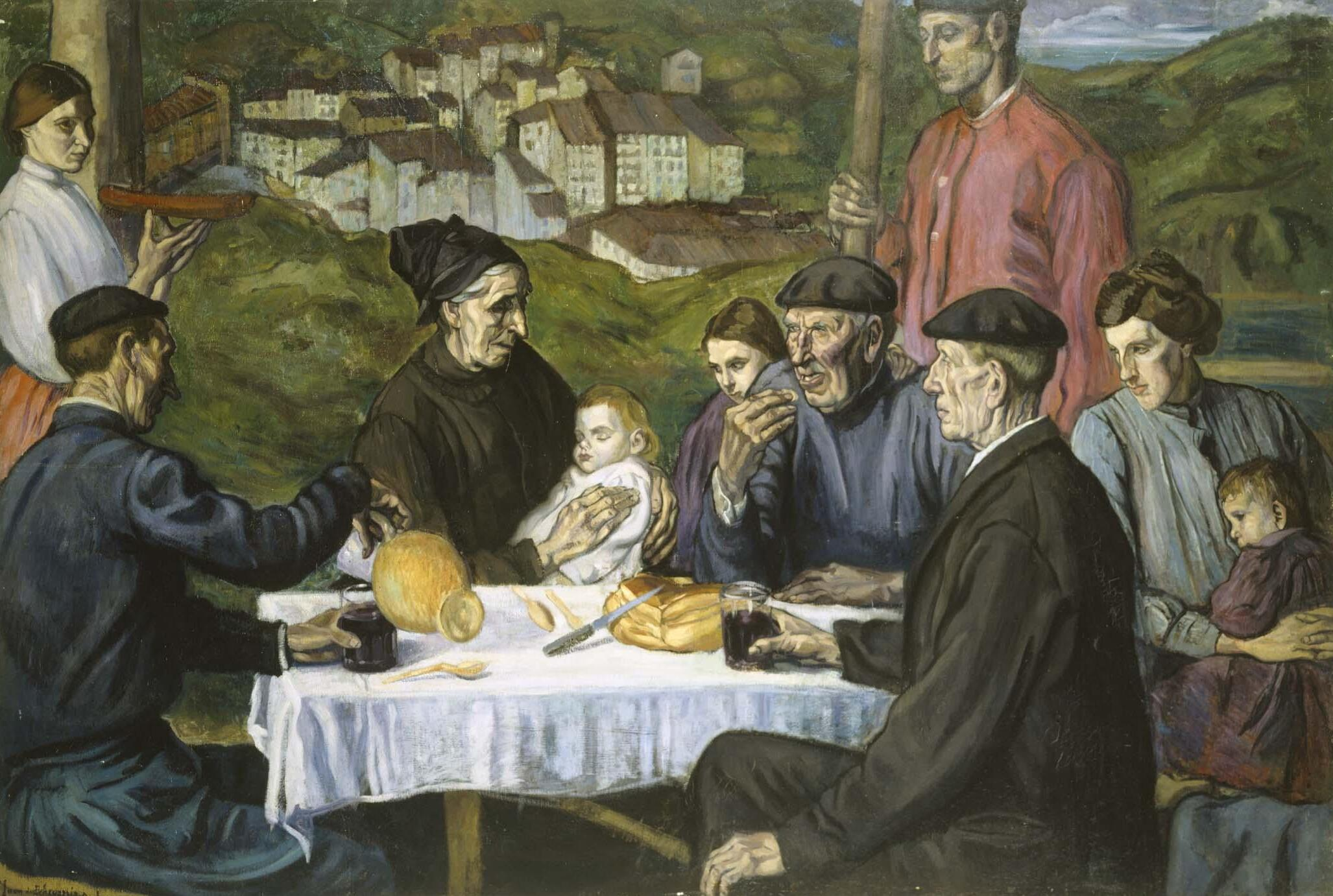
Послеобеденный чай в Ондарроа
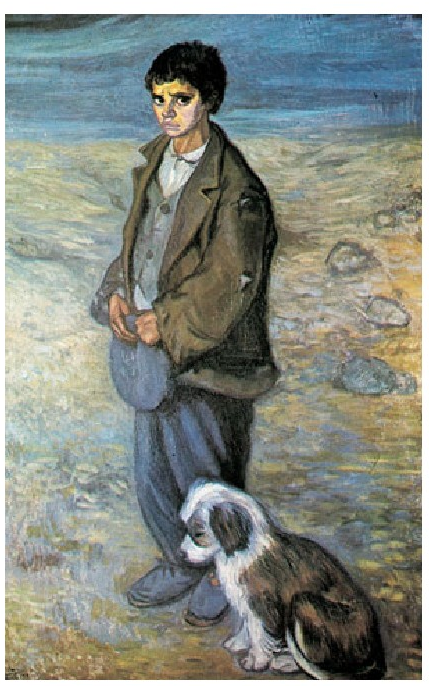
Испанский изгнанник